# Міжнародна метеорна організація
Міжнародна метеорна організація (англ. International Meteor Organization, IMO) - міжнародна організація, що об'єднує дослідників метеорів.
Організація була офіційно заснована в 1988 році на основі попередніх зборів протягом багатьох років. Організація нараховує кілька сотень членів і була створена у відповідь на постійно зростаючу потребу в міжнародному співробітництві з аматорської та професійної метеорної роботи. Організація збирає результати метеорних спостережень різними методами з усього світу, що допомагає всебічному вивченню метеорних дощів та їхнього зв'язку з кометами та міжпланетним пилом.
Міжнародна метеорна організація раз на два місяці видає журнал WGN, присвячений спостереженням метеорів, аналізу метеорних спостережень, теоретичній метеорній астрономії та історії дослідження метеорів. У вересні організація проводить щорічну Міжнародну метеорну конференцію (англ. International Meteor Conference, IMC).